# Karl Fredrik Johansson
Karl Fredrik Johansson, född 3 november 1866 i Hedemora landsförsamling, död 9 februari 1933 i Hedemora, var en svensk bergsingenjör och mineralog.
Karl Fredrik Johansson var son till lantbrukaren Fredrik Johansson. Han avlade mogenhetsexamen i Falun 1886 och genomgick Tekniska högskolan 1887–1889 och 1890–1891. Han studerade även vid Stockholms högskola och flera utländska universitet. Efter anställning vid bland annat gruvföretag i Spanien och Ryssland var han från början av 1900-talet verksam som konsulterande bergsingenjör och reste över nästan hela världen. Omkring 1912 bosatte han sig i Hedemora. Som gruvexpert åtnjöt Johansson mycket stort anseende och anlitades av många utländska uppdragsgivare. Han var dock främst vetenskapligt intresserad och då han omkring 1922 alltmer drog sig tillbaka från praktiska arbetsuppgifter, om han främst att ägna sig åt mineralogi. Han bedrev undersökningar i Hedemora, där han inrett ett mineralogiskt laboratorium och vid Riksmuseets mineralogiska avdelning. Johansson var framstående även som kristallograf. Hans första mineralogiska arbeten som trycktes i början av 1890-talet, följdes 1924–1930 av flera viktiga uppsatser, avhandlande intressanta och flera nya mineral från Falun, Gladhammar, Sala och andra platser. Han skrev även om Om Rysslands malmtillgångar och dess berghandtering (1894). Sin vetenskapliga kvarlåtenskap donerade han till Riksmuseets mineralogiska avdelning.